# Zémogo Fofana
Pour les articles homonymes, voir Fofana.
Zémogo Fofana est un homme politique de Côte d'Ivoire. Ancien ministre de l’Enseignement supérieur et de la Sécurité dans le gouvernement ivoirien, il fut aussi député, maire et président du Conseil régional de Boundiali.
Depuis le 18 février 2013, il est président du conseil d'administration de la Société des Palaces de Côte d’Ivoire par le président de la République de Côte d’Ivoire Alassane Ouattara.

## Biographie
Député et maire de la ville de Boundiali, dans la région des de la Bagoue, au nord de la Côte d'Ivoire, Zémogo Fofana a été de 2002 à 2005 ministre RDR de l'Enseignement supérieur, dans les gouvernements Affi N'Guessan III, IV et Diarra II sous la présidence de Laurent Gbagbo.
En juin 2007, il a quitté le parti RDR pour fonder son propre parti, l'Alliance pour une Nouvelle Côte d'Ivoire avec Jean-Jacques Béchio, Ally Keita, Kouamé Oi Kouamé et Georges Coffy (également d'anciens dirigeants du RDR).